# Mickaël Buscher
Pour les articles homonymes, voir Buscher.
Mickaël Buscher (né le 11 janvier 1987 à Landerneau) est un footballeur français évoluant au poste d'attaquant.

## Biographie
Mickaël fait ses débuts à l'OGC Nice, où il joue surtout en équipe réserve. Il est transféré au Gretna FC en août 2007. Après la disparition de son club, il rejoint Grimsby Town.
Il signe ensuite en janvier 2010 au CS Hammam Lif (D1 tunisienne) où il rejoint son père Gérard Buscher qui est entraîneur du club. Il s'engage par la suite en faveur du CA Bizertin, toujours en Tunisie.
À noter que Mickaël Buscher a été sélectionné en équipe de France des moins de 16 ans et en équipe de France des moins de 17 ans.

## Carrière
- 2004-2007 :  OGC Nice
- 2007-mars 2008 :  Gretna FC
- 2008-2009 :  Grimsby Town
- janv. 2010-2010 :  CS Hammam Lif
- 2010-déc. 2010 :  CA Bizertin
- jan. 2011-2013 :  OGC Nice
- 2013-2014 :  AS Marsa
- 2014- :  CS Hammam Lif[1]